# Vladimir Bron
Pour les articles homonymes, voir Bron (homonymie).
Vladimir Akimovitch Bron (en russe : Влади́мир Аки́мович Брон) est un ingénieur chimiste et un compositeur soviétique de problèmes d'échecs et de finales d'échecs né le 14 septembre 1909 à Mykolaïv en Ukraine et mort le 1er octobre 1985 à Sverdlovsk. Spécialiste des finales d'échecs artistiques, il fut nommé juge international pour la composition échiquéenne en 1956 et reçut le titre de maître international pour la composition échiquéenne en 1966 et celui de grand maître international pour la composition échiquéenne en 1976. Il a remporté plus de cinquante premiers prix de composition de problèmes d'échecs.
Vladimir Bron était diplômé de l'institut de technologie de Léningrad en 1931 spécialisé dans les matériaux réfractaires (résistants au feu) et les oxydes, auteur de nombreux ouvrages dans le domaine et docteur en technologie en 1963.
Il remporta une récompense à seize ans dans le premier tournoi de composition échiquéenne organisé en URSS en 1925. Il est l'auteur de plus de 500 études et 600 problèmes. Son livre (ru) Избранные этюды и задачи (Izbarannié Etioudy i Zadatchi),‎ 1969 contient un choix de 150 études et 90 problèmes d'échecs.